# Frederick Frank Worthington
Frederick Frank Worthington, kanadski general, * 17. september 1889, † 8. december 1967.